# DJ Gollum
DJ Gollum (bürgerlich Lars Böge) ist ein deutscher DJ und Musikproduzent im Bereich der kommerziellen elektronischen Tanzmusik. Sein Stil lässt sich in das Genre Hands Up und als L.A.R.5 auch in das Genre House einordnen. Neben seiner Tätigkeit als Produzent wird Lars Böge auch als DJ regelmäßig in Diskotheken gebucht.

## Karriere
DJ Gollum ist seit 1993 als Künstler der Danceszene aktiv, als er DJ Hunter traf und ihm bei einer Dorf-Party assistierte. Sie freundeten sich an und beschlossen sich zwei Plattenspieler und ein Mischpult zu kaufen. Gemeinsam legten sie auf verschiedenen Privatparties auf. Böge erhielt daraufhin seine erste offizielle Buchung für das Secret in Wedel (heute Maxx Musichall). Er begann eine komplette Studio-Ausrüstung zu kaufen und brachte seine Debüt-Single Black Arrows über EDM Records heraus. Mit seinen folgenden Singles Plastic Enemy (A-Seite World of Music, B-Seite Bulldozer; beide gemeinsam mit Jan Hedrik Geßner geschrieben und produziert) steigerte sich sein Erfolg. Durch den Erfolg ergab sich Möglichkeit im Jahr 1996 im Nosebleed Club in Schottland aufzulegen.
DJ Gollum produzierte zahlreiche Remixe. Im Dezember 2009 erschien seine Single Passenger auf dem Label Global Airbeatz und seine Veröffentlichung Narcotic in Kooperation mit den Basslovers United im Jahre 2010 über Zooland Records. Lars Böge mixte zudem die 2. CD des Samplers We aRe oNe Vol. 4.
Am 14. Dezember 2012 erschien unter dem Pseudonym L.A.R.5 zusammen mit dem Pop-Sänger Jai Matt der Song All My Girls als Single. Das Pseudonym verwendet er um unter anderem Namen auch im Genre House bzw. Elektro-Pop aktiv zu sein. Als L.A.R.5 remixte er im Jahre 2013 auch den Song Kill It On the Floor von Danny Suko, Denny Crane und Tommy Clint in zwei Varianten. Zum einen als Elektro Remix und zum zweiten als Pop-Mix.
Im August 2013 erschien die Single Jump This Party unter dem Namen L.A.R.5 in Zusammenarbeit mit Nicco und Jai Matt. Zu diesem Song mixte er eine weitere Version unter dem Pseudonym DJ Gollum im Hands-Up-Stil. Dieser Remix erschien bereits am 31. Mai 2013 auf der Future Trance Vol. 64, somit drei Monate vor dem offiziellen Release. Er mixte ebenfalls Niccos Song Ibiza als L.A.R.5 und als DJ Gollum.
2014 veröffentlichte DJ Gollum in Kooperation mit Empyre One die Single „The Riddle“, die in den Dance-Charts hohe Platzierungen erreichte und seine Präsenz in der EDM-Szene festigte. Die beiden Künstler veröffentlichten mehrere weitere Singles.
Ab 2017 wandte sich DJ Gollum dem Hardstyle-Genre zu. „The Evolution“, eine Zusammenarbeit mit verschiedenen Künstlern, wurde 2018 veröffentlicht, die Single „Legends“ 2020.
Es folgte eine Zusammenarbeit mit dem australischen DJ und Produzenten S3RL, der für seine Happy-Hardcore-Produktionen bekannt ist. Zusammen veröffentlichten sie die Single „Hardwired“.
2021 und 2022 folgten weitere Kollaborationen, mit Künstlern wie Heinrich & Heine, und auch mit Lil Texas an dem Track „Last Resort“, der 2024 veröffentlicht wurde.
2024 wurde „Lethal Industry“ mit Jerome veröffentlicht, ferner trat er auf dem Airbeat One Festival 2024 auf.

## Diskografie
| Jahr | Titel                                                             | Musiklabel                      |
| ---- | ----------------------------------------------------------------- | ------------------------------- |
| 1995 | Black Arrows / Wahnsinn                                           | EDM                             |
| 1996 | Pagemaster                                                        | EDM                             |
| 1996 | Pleasant Experience / Mystic Fusion                               | UK44 Records                    |
| 1996 | The Line                                                          | Evolver                         |
| 1997 | Harmony                                                           | UK44 Records                    |
| 1998 | Fortunes                                                          | EDM                             |
| 1998 | Infectious Flight                                                 | Bit Music                       |
| 1998 | The Energy                                                        | UK44 Records                    |
| 2003 | Take My Heart                                                     | EDM Ultra                       |
| 2004 | Black Arrows Reloaded                                             | EDM                             |
| 2005 | ’Fuck You’ 2004 (Reyes) / Mystic Fusion                           | Not On Label                    |
| 2005 | Rockin Groove                                                     | Redemption                      |
| 2007 | Fairytale Gone Bad                                                | Global Airbeatz                 |
| 2008 | All the Things She Said (feat. Scarlet)                           | All Around the World            |
| 2008 | In the Shadows                                                    | Global Airbeatz                 |
| 2008 | Passenger                                                         | Global Airbeatz                 |
| 2009 | Global Airbeatz Toyz Vol.2                                        | Global Airbeatz                 |
| 2010 | Narcotic (mit Basslovers United)                                  | Zoo Digital                     |
| 2010 | T.N.T. (feat. Andrew Spencer)                                     | Global Airbeatz                 |
| 2010 | Get On The Floor                                                  | Global Airbeatz                 |
| 2010 | Poison (feat. Scarlet)                                            | Punch Records / Zooland Digital |
| 2011 | Benzin im Blut (feat. Akustikrausch)                              | Global Airbeatz                 |
| 2012 | Don’t Look Back (feat. DJ Cap)                                    | Global Airbeatz                 |
| 2012 | Advertising Space (feat. Re-Actor)                                | Global Airbeatz                 |
| 2012 | Tumbling Down (vs Danny Suko feat. Scarlet)                       | Global Airbeatz                 |
| 2012 | All The Girls (als L.A.R.5 feat. Jai Matt)                        | Zooland Records                 |
| 2012 | The Bad Touch (feat. Empyre One); DE: Gold                        | Global Airbeatz                 |
| 2013 | Handzup Isn’t Dead (feat. DJ Cap)                                 | Global Airbeatz                 |
| 2013 | Jump This Party (als L.A.R.5 feat. Jai Matt & Nicco)              | Zooland Records                 |
| 2013 | I’ve Got The Key (feat. DJ Cap)                                   | Global Airbeatz                 |
| 2013 | Good Stuff (feat. DJ Cap)                                         | Global Airbeatz                 |
| 2014 | Let The Love Shine (mit Empyre One)                               | Global Airbeatz                 |
| 2014 | Rockstar (mit Empyre One vs. Nicco)                               | Global Airbeatz                 |
| 2014 | Give Me Five (Easter Rave Hymn 2k14) (feat. DJ Cap)               | Global Airbeatz                 |
| 2015 | Electrified (feat. Felixx)                                        | Global Airbeatz                 |
| 2015 | Stars (mit Empyre One)                                            | Global Airbeatz                 |
| 2015 | We Don’t Care (feat. DJ Cap)                                      | Global Airbeatz                 |
| 2015 | Emotions In Dance (Easter Rave Hymn 2k15) (feat. DJ Cap)          | Global Airbeatz                 |
| 2016 | Together Forever (Easter Rave Hymn 2k16) (feat. DJ Cap vs. Nicco) | Global Airbeatz                 |
| 2016 | Loud (feat. DJ Cap)                                               | Global Airbeatz                 |
| 2016 | Planet Hands Up (feat. DJ Cap)                                    | Global Airbeatz                 |
| 2016 | The Promiseland (feat. DJ Cap)                                    | Global Airbeatz                 |
| 2017 | Heart Ahead (Easter Rave Hymn 2k17) (feat. DJ Cap vs. 89ers)      | Global Airbeatz                 |
| 2017 | Paradise (feat. DJ Cap)                                           | Global Airbeatz                 |

## Auszeichnungen für Musikverkäufe
Anmerkung: Auszeichnungen in Ländern aus den Charttabellen bzw. Chartboxen sind in ebendiesen zu finden.
| Land/RegionAuszeichnungen für Musikverkäufe (Land/Region, Auszeichnungen, Verkäufe, Quellen) | Gold  | Platin | Verkäufe | Quellen           |
| -------------------------------------------------------------------------------------------- | ----- | ------ | -------- | ----------------- |
| Deutschland (BVMI)                                                                           | Gold1 | —      | 150.000  | musikindustrie.de |
| Insgesamt                                                                                    | Gold1 | —      |          |                   |